# Ministre du Multiculturalisme et de la Citoyenneté
Le ministre du Multiculturalisme et de la Citoyenneté (en anglais : Minister of Multiculturalism and Citizenship) était le ministre responsable de la politique de multiculturalisme et de l'immigration. De 2013 à 2015 le poste est recréé et désigné comme ministre du Multiculturalisme.
À sa création en 1991 le poste reprend les attributions liées à l'immigration auparavant dévolues au Secrétaire d'État du Canada.

## Historique
Préalablement à la création du poste et du ministère du Multiculturalisme et de la Citoyenneté, Gerry Weiner, député de Dollard, est nommé ministre d'État (Multiculturalisme et Citoyenneté) le 15 septembre 1988, poste qu'il conserve jusqu'à la création du ministère. À partir du 30 janvier 1989 il cumule cette fonction avec celle de Secrétaire d'État du Canada.
Le ministère du Multiculturalisme et de la Citoyenneté est formé le 21 avril 1991 lorsque la Loi constituant le ministère du Multiculturalisme et de la Citoyenneté est entrée en vigueur par décret. Le ministère est alors chargé de plusieurs missions:
- Les programmes nationaux de multiculturalisme et de citoyenneté ;
- L'attribution et la preuve de citoyenneté canadienne ;
- La promotion des valeurs inhérentes à la citoyenneté canadienne ; l'inclusion et la promotion du patrimoine canadien, dans une optique multiculturelle ;
- La promotion des droits de la personne et les libertés fondamentales.

Les attributions et ressources du ministère nouvellement créé sont reprises du secrétariat d'État du Canada et du ministère d'État (Multiculturalisme et Citoyenneté), postes qui étaient en pratique combinés depuis janvier 1989.

## Liste des titulaires
| Titulaire Parti                                                      | Titulaire Parti                                    | Début                                              | Fin                                                | Cabinet          |
| -------------------------------------------------------------------- | -------------------------------------------------- | -------------------------------------------------- | -------------------------------------------------- | ---------------- |
| Ministre du Multiculturalisme et de la Citoyenneté                   | Ministre du Multiculturalisme et de la Citoyenneté | Ministre du Multiculturalisme et de la Citoyenneté | Ministre du Multiculturalisme et de la Citoyenneté | 24e (Mulroney)   |
|                                                                      | Gerry Weiner Progressiste-conservateur             | 21 avril 1991                                      | 24 juin 1993                                       | 24e (Mulroney)   |
| 25 juin 1993                                                         | Gerry Weiner Progressiste-conservateur             | 3 novembre 1993                                    | 25e (Campbell)                                     |                  |
|                                                                      | Michel Dupuy Libéral                               | 4 novembre 1993                                    | 24 janvier 1996                                    | 26e (Chrétien)   |
|                                                                      | Sheila Copps Libéral                               | 25 janvier 1996                                    | 30 avril 1996                                      | 26e (Chrétien)   |
| Vacant                                                               | Vacant                                             | 30 avril 1996                                      | 19 juin 1996                                       | 26e (Chrétien)   |
|                                                                      | Sheila Copps Libéral                               | 19 juin 1996                                       | 11 juillet 1996                                    | 26e (Chrétien)   |
| Poste aboli                                                          | Poste aboli                                        | 11 juillet 1996                                    | 12 décembre 2003                                   | 26e (Chrétien)   |
| Poste aboli                                                          | Poste aboli                                        | 12 décembre 2003                                   | 6 février 2006                                     | 27e (Martin)     |
| Poste aboli                                                          | Poste aboli                                        | 6 février 2006                                     | 29 octobre 2008                                    | 28e (Harper)     |
| Ministre de la Citoyenneté, de l'Immigration et du Multiculturalisme |                                                    |                                                    |                                                    | 28e (Harper)     |
|                                                                      | Jason Kenney Conservateur                          | 30 octobre 2008                                    | 15 août 2013                                       | 28e (Harper)     |
| Ministre du Multiculturalisme                                        |                                                    |                                                    |                                                    | 28e (Harper)     |
|                                                                      | Jason Kenney Conservateur                          | 16 août 2013                                       | 3 novembre 2015                                    | 28e (Harper)     |
| Poste aboli,                                                         | Poste aboli,                                       | 4 novembre 2015                                    | 17 juillet 2018                                    | 29e (J. Trudeau) |
| Ministre du Patrimoine canadien et du Multiculturalisme              |                                                    |                                                    |                                                    | 29e (J. Trudeau) |
|                                                                      | Pablo Rodriguez Libéral                            | 18 juillet 2018                                    | 20 novembre 2019                                   | 29e (J. Trudeau) |
| Poste aboli                                                          | Poste aboli                                        | 20 novembre 2019                                   | 14 mars 2025                                       | 29e (J. Trudeau) |
| Poste aboli                                                          | Poste aboli                                        | 14 mars 2025                                       | À ce jour                                          | 30e (Carney)     |

### Postes connexes
| Titulaire Intitulé | Titulaire Intitulé                                                                            | Parti                     | Début             | Fin               | Cabinet        |
| ------------------ | --------------------------------------------------------------------------------------------- | ------------------------- | ----------------- | ----------------- | -------------- |
|                    | Steve Paproski Ministre d'État chargé de la Santé et du Sport amateur et du Multiculturalisme | Progressiste-conservateur | 4 juin 1979       | 2 mars 1980       | 21e (Clark)    |
|                    | James Fleming Ministre d'État (Multiculturalisme)                                             | Libéral                   | 3 mars 1980       | 12 août 1983      | 22e (Trudeau)  |
|                    | David Collenette Ministre d'État (Multiculturalisme)                                          | Libéral                   | 12 août 1983      | 29 juin 1984      | 22e (Trudeau)  |
| 30 juin 1984       | David Collenette Ministre d'État (Multiculturalisme)                                          | Libéral                   | 17 septembre 1984 | 23e (Turner)      |                |
|                    | Jack Murta (en) Ministre d'État (Multiculturalisme)                                           | Progressiste-conservateur | 17 septembre 1984 | 25 août 1985      | 24e (Mulroney) |
|                    | Gerry Weiner Ministre d'État (Multiculturalisme)                                              | Progressiste-conservateur | 31 mars 1988      | 14 septembre 1988 | 24e (Mulroney) |
|                    | Gerry Weiner Ministre d'État (Multiculturalisme et Citoyenneté)                               | Progressiste-conservateur | 14 septembre 1988 | 20 avril 1991     | 24e (Mulroney) |
|                    | Sheila Finestone Secrétaire d'État au Multiculturalisme et à la Situation de la femme         | Libéral                   | 4 novembre 1993   | 24 janvier 1996   | 26e (Chrétien) |
|                    | Hedy Fry Secrétaire d'État au Multiculturalisme et à la Situation de la femme                 | Libéral                   | 25 janvier 1996   | 27 janvier 2002   | 26e (Chrétien) |
|                    | Claudette Bradshaw Secrétaire d'État au Multiculturalisme et à la Situation de la femme       | Libéral                   | 15 janvier 2002   | 25 mai 2002       | 26e (Chrétien) |
|                    | Jean Augustine Secrétaire d'État au Multiculturalisme et à la Situation de la femme           | Libéral                   | 26 mai 2002       | 11 décembre 2003  | 26e (Chrétien) |
|                    | Jean Augustine Ministre d'État — Multiculturalisme et Situation de la femme                   | Libéral                   | 12 décembre 2003  | 19 juillet 2004   | 27e (Martin)   |
|                    | Jason Kenney Secrétaire d'État (Multiculturalisme et Identité canadienne)                     | Conservateur              | 4 janvier 2007    | 29 octobre 2008   | 28e (Harper)   |
|                    | Tim Uppal Ministre d'État — Multiculturalisme                                                 | Conservateur              | 15 juillet 2013   | 4 novembre 2015   | 28e (Harper)   |